# Владимир Радулов
Владимир Маринов Радулов е български учен, преподавател, музикант и общественик. Той е водещ изследовател в областта на педагогиката, психологията и рехабилитацията на зрително затруднените.
Роден е на 20 септември 1945 г. в с. Вардим, Великотърновска област в семейството на наемни селскостопански работници.

## Образование
Основното си образование завършва в училището за деца с нарушено зрение „Проф. Иван Шишманов“ – Варна, а средното — в гр. Свищов като интегриран ученик, където се е преместило да живее неговото семейство. През 1969 г. той завършва специалността „Педагогика“ в Софийския университет, а през 1976 г. в същия университет защитава успешно докторантура по педагогика.

## Професионална кариера
От 1969 г. до 1972 г. Владимир Радулов е учител в училището за деца с нарушено зрение „Луи Брайл“ — София. От 1976 г. до 1989 г. е научен сътрудник в Института по общо образование „Тодор Самодумов“ – София.
През 1991 г. Владимир Радулов е вече доцент в Софийския университет, а през 1998 г. защитава научната степен доктор на педагогическите науки. През 2000 г. е избран и за професор в Софийския университет. Владимир Радулов е преподавал в Софийския, Шуменския, Бургаския и Пловдивския университет, както и в Скопския, Белградския университет и Фламандския университет в Кортреин (Белгия).

## Публикации
Владимир Радулов е автор на много статии, студии и доклади в областта на обучението и рехабилитацията на зрително затруднените. Най-известните негови книги са: „Интегрираното обучение и специалните училища“ (1995), „Децата със специални педагогически нужди в обществото“ (1997), „Рехабилитация на зрително затруднените“ (1999), „Сравнително специално образование“ (2003), „Педагогика на зрително затруднените“ (2004).

## Обществена дейност
Владимир Радулов през последните 2 десетилетия е и много активен участник като докладчик и ръководител на секции в много международни форуми по проблемите на обучението и рехабилитацията на хората с нарушено зрение. От 2002 до 2005 г. той е заместник-председател на Европейския комитет при Международния съвет за образование на зрително затруднените.
Учредител и председател е на Българската асоциация за обучение на зрително затруднени деца. Рожба на Владимир Радулов е и научното списание „Обучение и рехабилитация на зрително затруднените“, чийто несменяем отговорен редактор е от годината на неговото стартиране – 1987.
Владимир Радулов е ръководител на катедра „Специална педагогика“ във Факултета за начална и предучилищна педагогика на Софийския университет „Климент Охридски“ от 1991 до 1995 г. От 1999 г. е член на Висшата атестационна комисия при Министерския съвет.
В рамките на Съюза на слепите в България Владимир Радулов е създател на първия дневен център за зрително затруднени в София, автор на учебни програми, учебници и учебни помагала по Брайлово обучение, ръководител на няколко научно-практически конференции по рехабилитация на зрително затруднени и е дългогодишен член на Редакционния съвет на сп. „Зари“.
Владимир Радулов години е и активен деец на ССБ: председател на Секцията на слепите интелектуалци при ССБ, член на Централния съвет и неговото Бюро няколко мандата, заместник-председател на ССБ (1986-1989).
Владимир Радулов е радиоводещ на едночасово джаз предаване по програма „Хоризонт“ на Българското Национално радио от 1978 г. Той е познат на българската музикална публика и като джаз изпълнител на пиано и джаз диригент, както и с пиесите от музикалния диск с негови изпълнения.